# Czernihowski Narodowy Uniwersytet Technologiczny
Czernihowski Narodowy Uniwersytet Technologiczny (ukr.: Чернігівський національний технологічний університет) – ukraińska uczelnia techniczna.

## Historia
Za datę powstania uczelni przyjmuje się rok 1960, kiedy to w Czernihowie utworzono Ogólny Wydział Techniczny funkcjonujący w ramach Kijowskiego Instytutu Politechnicznego. W 1991 roku wydział ten stał się odrębną instytucją i zmienił nazwę na Czernihowski Instytut Technologiczny. W 1999 roku instytut zyskał rangę uniwersytetu i został przemianowany na Czernihowski Państwowy Uniwersytet Technologiczny. Status uniwersytetu narodowego otrzymał 4 października 2013.

## Struktura uniwersytetu
7 wydziałów, 33 katedr, centrum edukacji podyplomowej i podwyższenia kwalifikacji, aspirantury i doktoranta, naukowo-technicznej biblioteki, działu redakcyjnego i rozwiniętej sieci gospodarczych pododdziałów. W strukturze uniwersytetu mieści się także kolegium gospodarki i technologii.
W skład uczelni wchodzą następujące jednostki organizacyjne:
- Wydział Finansów i Ekonomii
- Wydział Księgowości i Ekonomii
- Wydział Pracy Socjalnej
- Wydział Prawa
- Wydział Budownictwa
- Wydział Mechaniczny i Technologiczny
- Wydział Elektroniki i Technologii Informatycznych
- Wydział Zarządzania Środowiskiem i Turystyki
- Wydział Zarządzania Projektami i Zarządzania Jakością